# Herb and Kay Adams
Herb and Kay Adams, bestehend aus dem Ehepaar Herb Adams und Kay Adams, war ein US-amerikanisches Countryduo.

## Karriere
Das Ehepaar lernte sich bei einem Radioauftritt in Dayton, Ohio kennen. Ihre Karriere startete das Duo dann bei der Midwestern Hayride, die von dem Sender WLW in Cincinnati, Ohio ausgestrahlt wurde. Herb spielte Fiddle, seine Frau Kay spielte Gitarre und sang und jodelte dazu. Bei den King Records, die eigentlich eher für ihre Rockabilly-Titel bekannt waren, nahmen sie einige Platten auf.

## Diskografie
| Titel                                         | Katalognummer | Anmerkungen |
| --------------------------------------------- | ------------- | ----------- |
| King Records                                  |               |             |
| Somebody Cries / You Got To Bitch To Catch On | 1419          |             |
| I’ve Got A Right To Be Jealous / We Did       | 4849          |             |